# Luh, Velîkîi Bereznîi
Luh (în ucraineană Луг) este un sat în comuna Voloseanka din raionul Velîkîi Bereznîi, regiunea Transcarpatia, Ucraina.

## Demografie
Componența lingvistică a localității Luh
     Ucraineană (99,77%)
     Alte limbi (0,23%)
Conform recensământului din 2001, majoritatea populației localității Luh era vorbitoare de ucraineană (99,77%), existând în minoritate și vorbitori de alte limbi.